# Redundància lingüística
La redundància lingüística és una repetició inútil de paraules en qualsevol comunicat o missatge que, de vegades, pot donar èmfasi a l'expressió, però normalment pot ser considerada com un pleonasme viciós.
Per tant, el llenguatge, que és un canal de comunicació, per tal que arribe de manera més eficient un missatge es repeteixen informacions que són inútils.
En el camp de la documentació, la redundància fa referència a una duplicació voluntària, per raons de seguretat, de les informacions d'un fitxer o d'una base de dades.
En l'àmbit de la lingüística la redundància és un excés de caracterització a qualsevol nivell de la llengua: la frase la meua germana és xicoteta té quatre vegades el signe de femení.